# Mousse à air comprimé
Pour les articles homonymes, voir CAF.

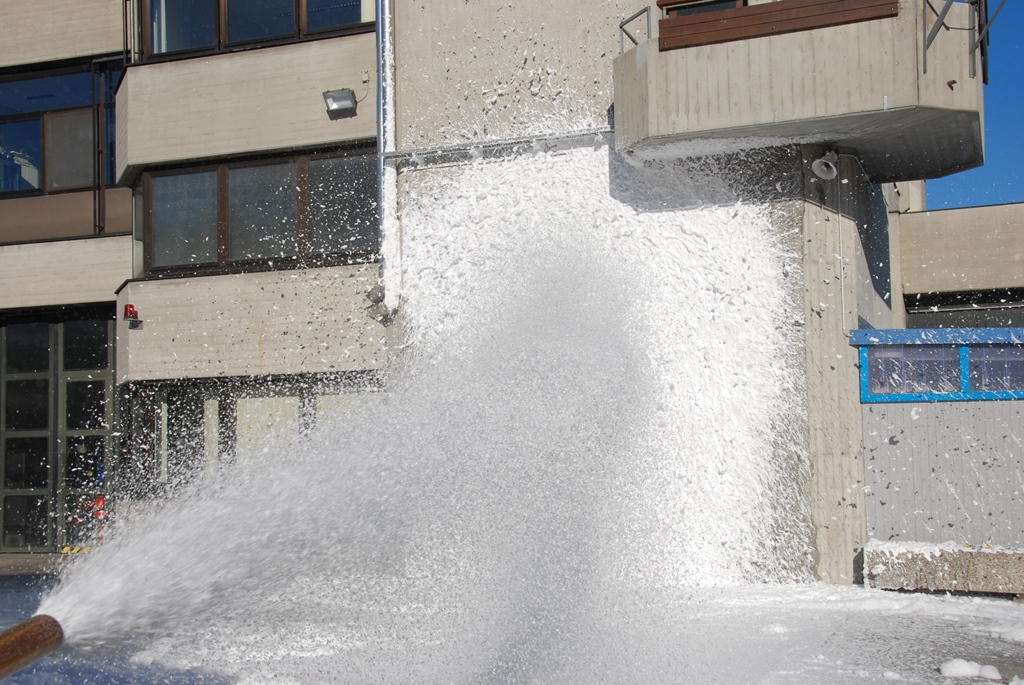
Projection de mousse à air comprimé.

La mousse à air comprimé, système de mousse à air comprimé, plus communément appelé sous le terme anglais CAF, CAFS ou Compressed Air Foam Systems  est un produit utilisé dans la lutte contre le feu. La mousse à air comprimé ressemble à de la mousse à raser (CAF sèche) ou à de la crème glacée fondue (CAF mouillée). Elle est produite en mélangeant un concentré de mousse (émulseur) avec de l'eau et de l'air (ou un gaz) comprimé. Le système CAF produit de la mousse prête à l’emploi à la sortie d'un camion de pompier ou d'un système fixe.
Le mélange utilise jusqu'à quatre fois moins d'eau et dix fois moins de concentré de mousse que les systèmes d'extinction par mousse traditionnels, ce qui réduit grandement son incidence sur l'environnement (eaux d’extinction et classe A) .
En raison de son faible poids, la CAF s'avère aussi un produit idéal pour les bâtiments de grande hauteur, puisqu'elle requiert moins d'énergie pour l'amener jusqu'aux étages supérieurs. (Record du monde de grande hauteur à Shanghai sur le world Financial Center avec un système CAF High Rise One Seven). Le poids restreint des conduites est aussi un avantage pour les forces d’intervention.
La CAF est polyvalente (feux de classe A ou B), mais aussi très efficace de par son action triple sur le triangle du feu.

## Bref historique du CAFS
Le CAFS aurait été inventé au Danemark dans les années 1930, à l’origine pour éteindre les feux de forêts.
En 1941, le « Royal Engineering Handbook » (manuel britannique à l’attention des ingénieurs) décrit avec précision un système de mousse à air comprimé servant à l’extinction de ponts flottants.
L’US Navy explore le concept en 1947, en utilisant un compresseur d'air qui produisait la même pression que celle de la pompe à eau. Malheureusement, des problèmes techniques d’équilibrage entre la pression de mousse et d’air firent abandonner le projet dans les années 1950. Dans les années 1960, l’industrie de lavages des voitures utilise un CAFS pour optimiser l’utilisation des détergents et de l’eau. En 1972, les services forestier du Texas réintroduisent le CAFS sous le nom de « Texas Snow Job » et « Water Expansion System ». En 1997, les pompiers professionnels d’Ingolstadt (D) sont les premiers à disposer d’un véhicule CAFS en Europe.

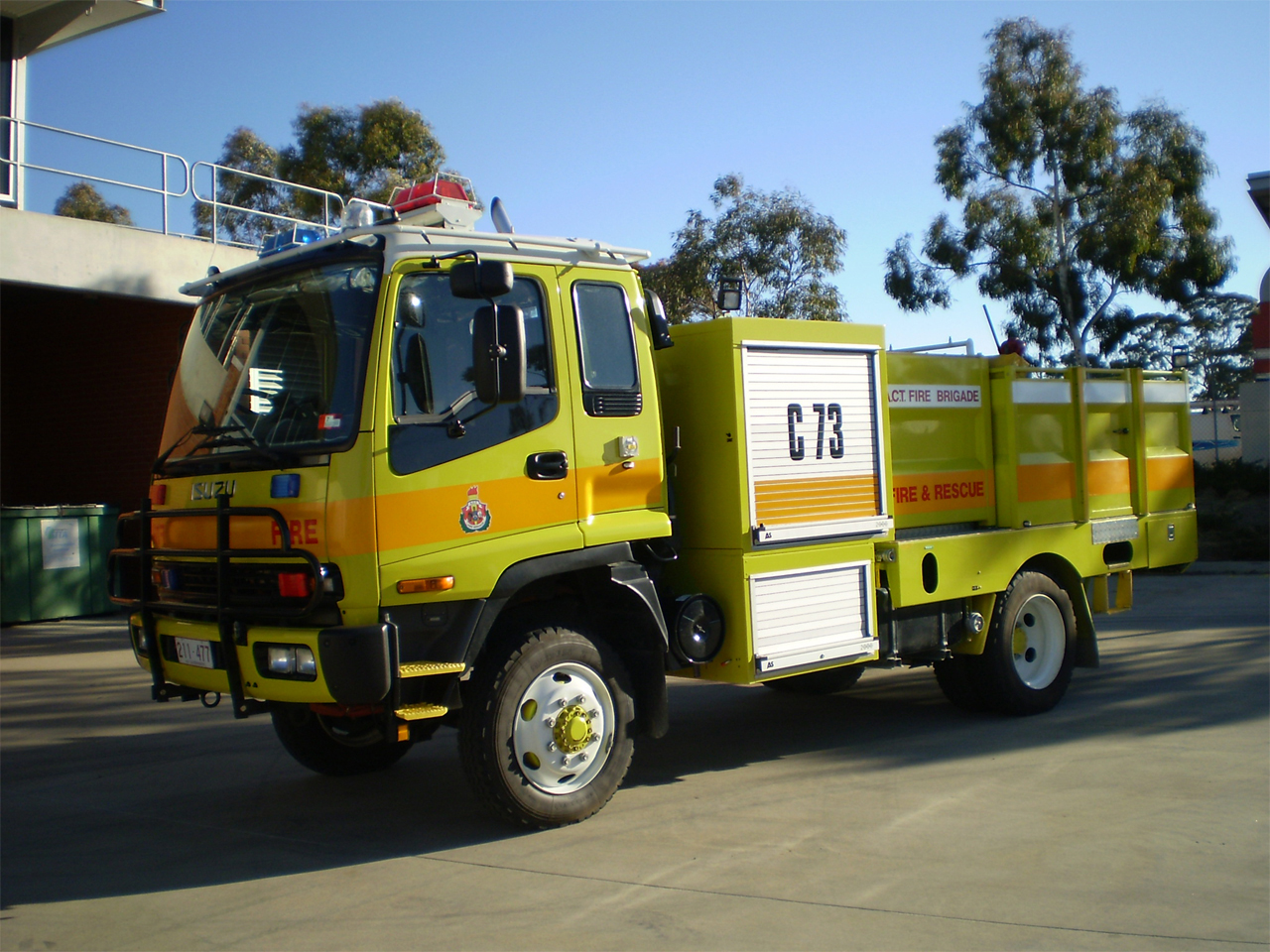
Petit camion CAFS en Australie.

À partir des années 2010, un très grand nombre de systèmes CAF sont mis en service dans le monde entier:
- En Europe : en Suède, en Norvège, au Danemark, aux Pays-Bas, en Angleterre, en Allemagne, en France, en Croatie, en Pologne et en Suisse.
- En Amérique du Nord et du Sud
- En Afrique du Nord
- En Asie : Chine (Shanghai est quasi exclusivement équipé de systèmes CAF), Viêt Nam, Thaïlande

## Production de CAF
Un système CAF se compose d’une source d'eau (pompe ou réservoir pressurisé), d’une source d'émulseur (pompe ou réservoir pressurisé), d'une source d'air ou de gaz (bouteilles ou compresseur).
Un doseur injecte une faible quantité d'émulseur en fonction du débit d'eau pour créer la solution moussante (le dosage d'émulseur varie entre 0,3 % et 1,2 % selon les systèmes).
Le compresseur ajoute alors l'air à la solution moussante dans une chambre d'émulsion spécifique. Ce procédé qui semble simple nécessite toutefois un contrôle très précis des débits et des pressions dans la chambre de génération afin d'assurer au pompier une mousse parfaitement homogène, efficace et identique à chaque utilisation. La qualité de la mousse et sa reproductibilité dépend donc de la qualité du générateur. La mousse ainsi créée est transportée sur le sinistre par une conduite normale. La mousse est appliquée avec des lances traditionnelles en jet bâton et sans limite de débit (mode Flush), ceci pour éviter de détruire les bulles.

## Types de mousses CAF
Les systèmes de CAF peuvent produire un éventail de mousses s'étendant de la « crème glacée fondue » (CAF mouillée) à la crème à raser (CAF sèche).
La mousse mouillée est le choix le plus approprié pour l'attaque initiale, alors que la CAF sèche est employée pour la protection de bâtiment, la lutte contre les feux de forêts/broussailles et les travaux finaux d’extinction. La différence primaire entre les types de mousse est la quantité d'eau contenue dans les tapis de mousse et leur temps de drain (comment s’écoule-t-elle). Par exemple, la mousse sèche à faible teneur en eau, est raide et a un plus long temps de drain comparé à la mousse mouillée, qui contient beaucoup d'eau et s'écoule plus rapidement.
La mousse mouillée est formée de petites bulles. Elle rend moins de volume car elle contient moins d’air. L’eau contenue dans la mousse mouillée se libère relativement vite et elle « pénètre » facilement les combustibles (Par ex. : nid de braise). La mousse sèche est formée de grosses bulles et prend donc un grand volume. Sa longévité est exceptionnelle et son adhérence forte (protection de façades).

## Fonctionnement
La mousse traditionnelle est formée par le mixage d’eau et d’air, mais ces bulles sont instables et se détruisent rapidement. Avec l’ajout d’un agent mouillant (du style savon), la « tension superficielle » de l’eau diminue, ce qui permet de produire de plus petites bulles. Les émulseurs des pompiers permettent de former une mousse encore plus stable. Tout ceci pour nous mener au CAFS qui produit la mousse la plus uniforme. C’est-à-dire des bulles de très petite taille et un « effet mouillant » plus prononcé.
La mousse CAF a une proportion d’air d’environ 90 %, pour 9,5 % d’eau et 0,5 % d’émulsifiant.
Avec l’évaporation de son eau, la mousse CAF refroidit le foyer en lui enlevant son énergie. Lorsqu’une bulle s’effondre, son eau est libérée et augmente en température jusqu’à évaporation. Grâce à la gravité, une autre bulle vient prendre sa place et ainsi de suite. La mousse agit comme un réservoir d’eau qui se libère petit à petit, évitant le ruissellement en surface. Un autre bénéfice de la mousse est qu’elle contient des agents tensioactifs, ou agents mouillants, qui réduisent la tension de surface de l’eau et permettent une pénétration en profondeur du produit. Ce mouillage de la matière empêche la réinflammation pendant une période prolongée.
Le CAFS permet de contrôler le feu d’une autre manière. L’air encapsulé dans les bulles agit comme un isolant et empêche la propagation de chaleur (rayonnement et convection). La mousse agit aussi comme couverture, étouffant le feu en le séparant de l’oxygène. Le CAF attaque donc les 3 axes du « triangle du feu ».

## Avantages
- Apport d’énergie (plus grande portée et sécurité)
- Mousse très compacte (adhésion, refroidissement)
- Peu de vapeur d’eau (meilleure visibilité et moins de charge thermique pour le porte-lance)
- Ne nécessite pas de lance spéciale (jet creux, CAFS) mais il est recommandé d'utiliser une lance combinée (qualité de la mousse et protection de l'intervenant en intérieur)
- Conduite légère, groupes dynamiques
- Pas de dégâts d’eau (+ préservation des preuves)
- Intervention rapide (montage simple)
- Pas de pertes dans le mélangeur
- Moins de pertes dans la conduite
- Bon pouvoir de pénétration (tension superficielle)
- Quantité d'émulseur nécessaire très faible (0,5 % - 1,5 %)
- Système de contrôle électronique

## Inconvénients
- Si le principe de génération n'est pas maitrisé: risque de mélange diphasique eau - air à la sortie de la lance (importance du générateur)
- Selon les modes de démarrage: Formation plus poussée des machinistes (Rq: les nouveaux systèmes permettent un démarrage à l'aide d'un seul bouton)
- Besoin de formation des porte-lances pour comprendre les différences d'application entre la mousse et l'eau classique
- Fort recul (grande énergie) à l’ouverture de la lance en utilisation de mousse sèche
- Air dans les conduites si le processus de génération n'est pas bien maitrisé (plier, bloquer, …)
- Nombre limité de conduites (selon système CAFS)
- Investissement plus important (coûts) mais permet d'augmenter la capacité d'extinction d'un véhicule ou de réduire la taille nécessaire de la cuve d'eau.

## Principe d’intervention – points à respecter
- Déployer les tuyaux sans les plier
- Ouvrir la lance complètement lorsqu’on l’ouvre
- Profiter et utiliser l’effet de dépôt
- Première attaque toujours avec la mousse « Mouillée »
- Travaux finaux d’extinction avec mousse « Sèche »
- Assurer le ravitaillement de la mousse
- Ne pas détruire la mousse avec de l’eau

## Applications CAF
Les systèmes mobiles montés sur des véhicules permettent de traiter tous les types de feux:
- municipaux
- industriels
- forestiers
- aéroportuaires

Les systèmes fixes sont très efficaces sur les risques complexes:
- tunnels
- industries pétrochimiques
- industries énergétiques
- usines de recyclage
- héliports
- mines de charbon
- industrie de traitement de métal